# Małyszyce
Małyszyce – wieś w Polsce położona w województwie małopolskim, w powiecie olkuskim, w gminie Trzyciąż.

## Historia
Miejscowość ma metrykę średniowieczną i istnieje co najmniej od drugiej połowy XIII wieku. Wymieniona po raz pierwszy w 1257 w dokumencie zapisanym w języku łacińskim jako Malische, 1262 Malissici, Malisiche, 1341 Maliszicze, 1397 Malissicz, 1400 Mallissicz. Moeleschicz, Maleschicze, Maleszicze, 1409 Maliszice, 1414 Malissicice, 1421 Malischicice, 1456 Malyschycze, 1470-80 Maleschycze, Maloszicze, Malisszyczem, 1478 Maluschicze .
Miejscowość początkowo była własnością króla polskiego. Od 1391 znajdowała się w tenucie szlacheckiego rodu Szczekockich herbu Odrowąż. W latach 1409–32 tenutariuszem był Jan Szczekocki h. Odrowąż .
W latach 1975–1998 miejscowość administracyjnie należała do województwa krakowskiego.